# Коллинз, Петра
Пе́тра Ко́ллинз (англ. Petra Collins; род. 21 декабря 1992; Торонто, Онтарио, Канада) — канадская художница, модель, фотограф, модельер и режиссёр. Коллинз стала известна в начале 2010-х годов, её фотография обладали особой сказочностью и женственностью. Она является постоянным фотографом журнала Rookie и кастинг-агентом Ричарда Керна. В качестве режиссёра она сняла серию короткометражных фильмов, включая музыкальные клипы для Карли Рэй Джепсен, Лила Яхти и Селены Гомес. В 2016 году Коллинз была выбран в качестве нового лица итальянского модного дома Gucci. Она была названа «it girl» (сленг. «красивая стильная девушка») фотографом и личным наставником Коллинз — Райаном Макгинли, а также журналами Vanity Fair и The New Yorker.

## Ранняя жизнь

### Юность
Петра выросла в Торонто, где она посещала школу искусств Роздейл-Хайтс. Именно в Роздейле, в возрасте 15 лет Коллинз начала заниматься искусством фотографии. Коллинз в настоящее время посещает Колледж Искусств и Дизайна Онтарио.

### Карьера
Коллинз начала снимать в средней школе. Она познакомилась с Ричардом Керном, помогая ему на съёмках, и он стал её наставником. Одновременно Коллинз стала частым субъектом фотографа Райана МакГинли, позже став его протеже. Коллинз начала свой путь в мир искусства, появляясь в шоу, в котором будут представлены её собственные работы и её кураторские способности.
Примерно в то же время её учётная запись в Instagram была заблокирована после того, как художница решила опубликовать фотографию самой себя в бикини без цензуры. В своём эссе для «The Huffington Post» она высказывалась против запрета на показ открытого женского тела. Чуть позже эссе стало довольно популярно, а также стало основой феминистского движения в 2013 году.
В 2014 году первая персональная выставка Коллинз была организована в галерее Capricious 88 в Нью-Йорке. На выставке показывались её фото, сделанные в период с 2008 по 2014 год, в возрасте 15-21 года. Коллинз также опубликовала серию фотографий в качестве книги с Capricious Publishing в 2014 году.

## Искусство и фотография

### 2011—2015
Коллинз была признана куратором более дюжины шоу, начиная с 2011 года, от галерей Нью-Йорка и Майамского «Art Basel» до Evergold Projects в Сан-Франциско (в сотрудничестве с SFAQ). Она в основном известна своим новаторством и красочной эстетикой.
Коллинз является частым фотографом для таких изданий как Vogue, Purple Magazine, i-D Magazine, Wonderland Magazine, Dazed & Confused, L’Officiel, Elle и Love Magazine. Она фотографировала кампании для таких брендов, как «Levi’s», « Adidas», «Cos», «Calvin Klein» и «Stella McCartney».

### 2016
В 2016 году Коллинз была названа одной из 100 творцов Dazed & Calvin Klein, создающих молодёжную культуру, и одной из 40 начинающих творцов Vogue в 2016 году. Коллинз также была названа одной из 30 начинающих художников, по версии Artsy.

### 2017
В субботу, 18 марта 2017 года, Коллинз начала сотрудничество с художником Мадлен Беклс в Музее современного искусства в Нью-Йорке, с их спектаклем «В поисках нас» (англ. "In Search of Us). Это был живой трёхчасовой спектакль, организованный Instagram, в котором была представлена живая музыка JunglePussy и DJ Madeline Poole. Этот фрагмент черпает вдохновение из эссе 1992 года «Olympia’s Maid: Reclaiming Black Female Subjectivity» Лотарингии О’Грейди.
При съёмке фотографий Коллинз использует исключительно 35-мм плёнку.

## Литературное творчество

Обложка «Discharge»

Первая книга Петры, опубликованная Capricious Publishing, называется «Discharge». Книга описывает домашнюю хронику 2008—2014 годов. Она нацелена на то, чтобы сломать идеальное, чистое, нетронутое видение девичества, которое прижилось в обществе. Сериал также был представлен на её собственной выставке в галерее Capricious 88 в Нью-Йорке. Это была её первая персональная выставка.
Коллинз написала свою вторую книгу «Babe» в 2015 году, её издало Random House. Книга является коллекцией произведений искусства и фотографии тридцати художниц со всего мира, а также её самой. Книга исследует самобытность и тщательность женщин и роль, которую Интернет должен играть во всём этом, отражая всеобъемлющую женскую точку зрения. Среди художников были Арвида Быстром, Сэнди Ким, Харли Вейр, Жанетт Хейс и Кристи Мюллер с предисловием, написанным Тави Гевинсон из журнала Rookie.

## Выставки

### 2017
«In Search of Us»
— MOMA, New York
«A Magazine Curated By»
—Art Basel Hong Kong

### 2016
«CUZ THE GRASS DON’T GROW GREENER AND THE SKY IS BLUE»
—Praz-Delavallade, Paris
«FEMALE GAZE»
—BASE, Milan
«The Collective»
—Uncontaminated Art Festival, Oslo
«24 Hour Psycho» (solo exhibition)
—Evergold, San Francisco
«Sans Titre»
—45, Quai de la Tournelle, Paris

### 2015
«Comforter»
—SFAQ Project Space, San Francisco
Curated by Petra Collins
«fuckboifuneral»
—The Standard Miami, Art Basel
Curated by Petra Collins & Madelyne Beckles

### 2014
«Pussy Pat»
—Mud Guts, Brooklyn
Curated by Petra Collins
«Discharge»
—Capricious 88, New York
Solo show Curated by Petra Collins
«Its an Invasion»
—The National Arts Club, New York
«Literally Bye»
—The Standard Miami, Art Basel, 2014
Curated by Petra Collins

### 2013
«Gynolandscape»
—FOUR81, New York
Curated by Petra Collins
«No Class»
—Ansomnia Creative House, Miami Art Basel

### 2012
«Period Piece»
—OCADU Student Gallery, Toronto
Curated by Petra Collins and Sonja Ahlers

### 2011
«In Bloom»
—The Gladstone, Toronto

## Режиссура
Коллинз также активно участвует в режиссуре, начиная от документальных фильмов и музыкальных видео до более абстрактных произведений искусства. В 2015 году она сняла документальный сериал, состоящий из трёх частей, под названием «Making Space» (рус. «Создание пространства»), который показывает, что значит быть молодым человеком в сегодняшнем постоянно меняющемся мире. Другие проекты Коллинз — это музыкальные видео, а также рекламные ролики для Gucci, Adidas и Nordstrom. Её работы, как правило, отражают то же подлинное, яркое и красочное ощущение, что и фотография, имея ту же эстетику и энергию.
Так, в 2015 она сняла клип на «Boy Problems» певицы Карли Рэй Джепсен. Также в 2017 Коллинз стала режиссёром клипа Селены Гомес на сингл «Fetish»

## Фильмография

### Фильмы
| Год  | Название                                      |
| ---- | --------------------------------------------- |
| 2015 | Drive Time for COS                            |
| 2015 | Making Space Part 1 of 3                      |
| 2015 | Making Space Part 2 of 3                      |
| 2015 | Making Space Part 3 of 3                      |
| 2015 | Adidas StellaSport "Break a Sweat             |
| 2016 | Lil' Yachty- «All In»                         |
| 2016 | Georgia O’Keefe- Interpreted by Petra Collins |
| 2017 | Spring 2017 at Nordstrom                      |
| 2017 | Hungarian Dream for Gucci Eyewear             |

### Видеоклипы
| Год  | Название                                         |
| ---- | ------------------------------------------------ |
| 2015 | Making Space «Time Will Tell» feat. Blood Orange |
| 2015 | Carly Rae Jepsen — «Boy Problems»                |
| 2016 | Lil' Yachty- «Keep Sailing»                      |
| 2017 | Selena Gomez — «Fetish»                          |
| 2021 | Гуд фор ю - Оливия Родриго                       |